# AMule
aMule — клиент файлообменной сети eDonkey2000. Разработан на основе xMule, являющегося ответвлением lMule, который, в свою очередь, был результатом переноса eMule на Linux в январе 2003.
Расшифровывается как «all-platform eMule» и работает в системах Linux, Mac OS X, FreeBSD, NetBSD, OpenBSD, Microsoft Windows и Solaris.
Начиная с версии 2.0 реализовано разделение на интерфейс и консольную часть, которая может работать в качестве демона, что позволило использовать aMule на удалённых серверах, имея к ним SSH-доступ.
В версии 2.1 реализована поддержка сети Kad, отличающейся от eDonkey2000 полной децентрализацией. Для первоначального подключения к сети нужно лишь знать IP-адрес одного её участника.
В версии 2.2 появилась поддержка magnet-ссылок.